# Unterinntal
Unterinntal («Nedre Inndal») er den tyrolske del af dalen til floden Inn mellem Innsbruck og den tyske grænse og et stykke ind i den tyske delstat Bayern til i nærheden af Rosenheim. Dalen strækker sig østover fra Innsbruck og bøjer nordover ved Kufstein, før Inn krydser grænsen til Bayern. De vigtigste byer i Unterinntal mellem Innsbruck og Kufstein er Hall in Tirol, Schwaz, Jenbach, Rattenberg og Wörgl.
Innsbruck regnes af nogle til Unterinntal, mens byen i andres øjne ligger mellem Ober- og Unterinntal. Sammen med Unterinntals sidedale og de østlige dele af Nord-Tyrol omtales dette landskab som (Tyroler) Unterland. De aktuelle sidedale er Zillertal, Alpbachdalen og Wildschönau i syd samt de noget mindre Achen-, Brandenberger og Thierseetal i nord og Brixental og Sölland i øst. Også Leukental (med bl.a. Kitzbühel og St. Johann in Tirol) regnes til Unterland, selv om den ikke har afløb til Inn, men mod Chiemsee.
Unterinntal er et af de største østrigske industricentre. Mellem Innsbruck og Rosenheim lever omkring 380.000 mennesker (2001) i et relativt snævert område.
47°27′28″N 11°56′44″Ø / 47.4578°N 11.9456°Ø